# Les Monts-Verts
Les Monts-Verts ist eine französische Gemeinde mit 315 Einwohnern (Stand: 1. Januar 2022) im Département Lozère in der Region Okzitanien. Sie gehört zum Arrondissement Mende und zum Kanton Peyre en Aubrac. 

## Geographie
Sie grenzt im Norden an Val d’Arcomie mit Saint-Just, im Nordosten an Albaret-Sainte-Marie, im Südosten an Saint-Chély-d’Apcher, im Süden an La Fage-Saint-Julien, im Südwesten an Termes und im Westen an Albaret-le-Comtal. Das Flüsschen Arcomie unterquert beim gleichnamigen Ort Arcomie die Départementsstraße 70.

## Geschichte
Die Gemeinde entstand mit Wirkung vom 1. Januar 1973 durch die Zusammenlegung der vormals selbstständigen Gemeinden Arcomie, Le Bacon und Berc. Seit dem 17. Juli 1990 tragen sie den Status einer Commune associée. Der Verwaltungssitz befindet sich im Ort Le Bacon.

### Bevölkerungsentwicklung
| Jahr      | 1962 | 1968 | 1975 | 1982 | 1990 | 1999 | 2008 | 2018 |
| --------- | ---- | ---- | ---- | ---- | ---- | ---- | ---- | ---- |
| Einwohner | 482  | 442  | 392  | 404  | 334  | 335  | 341  | 354  |

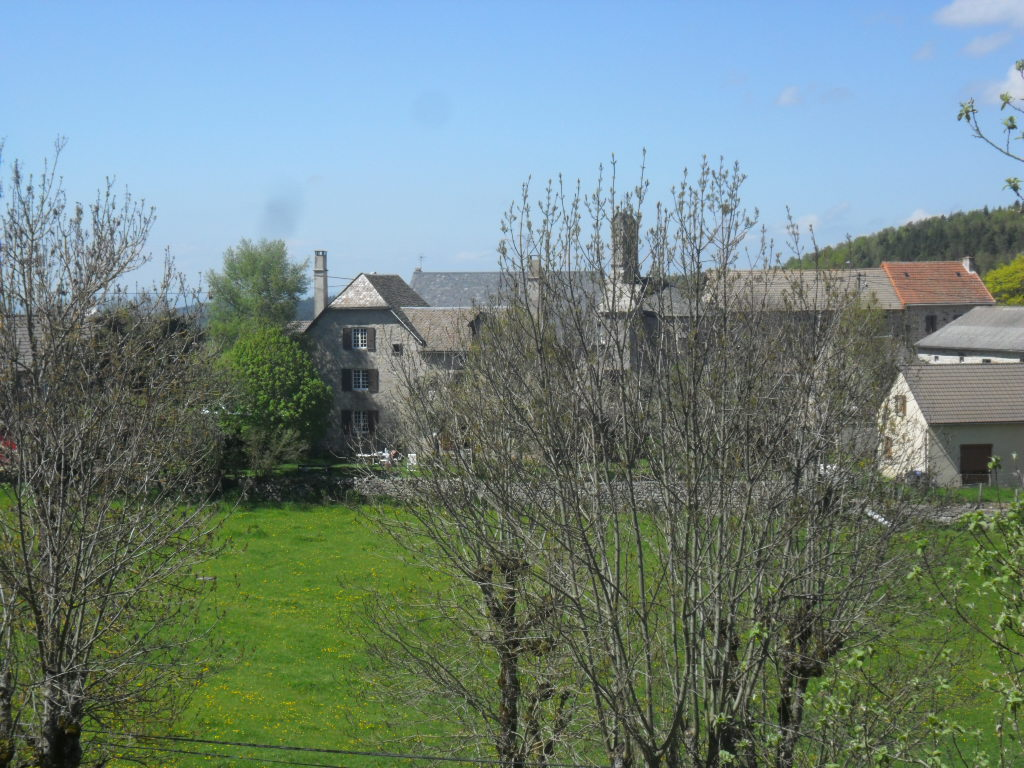
Das kleine Dorf Arcomie
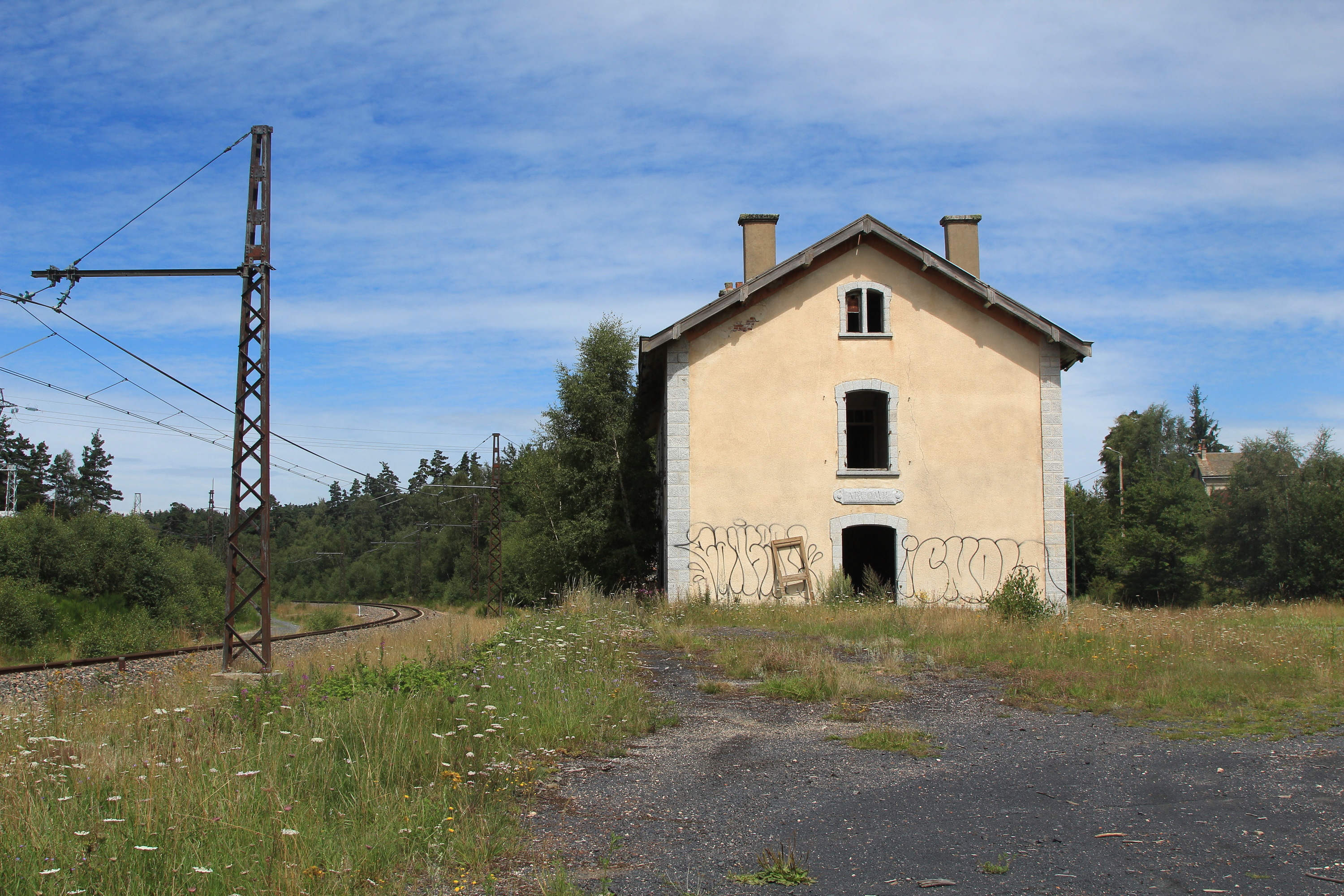
Ehemaliger Bahnhof von Arcomie an der Bahnstrecke Béziers–Neussargues
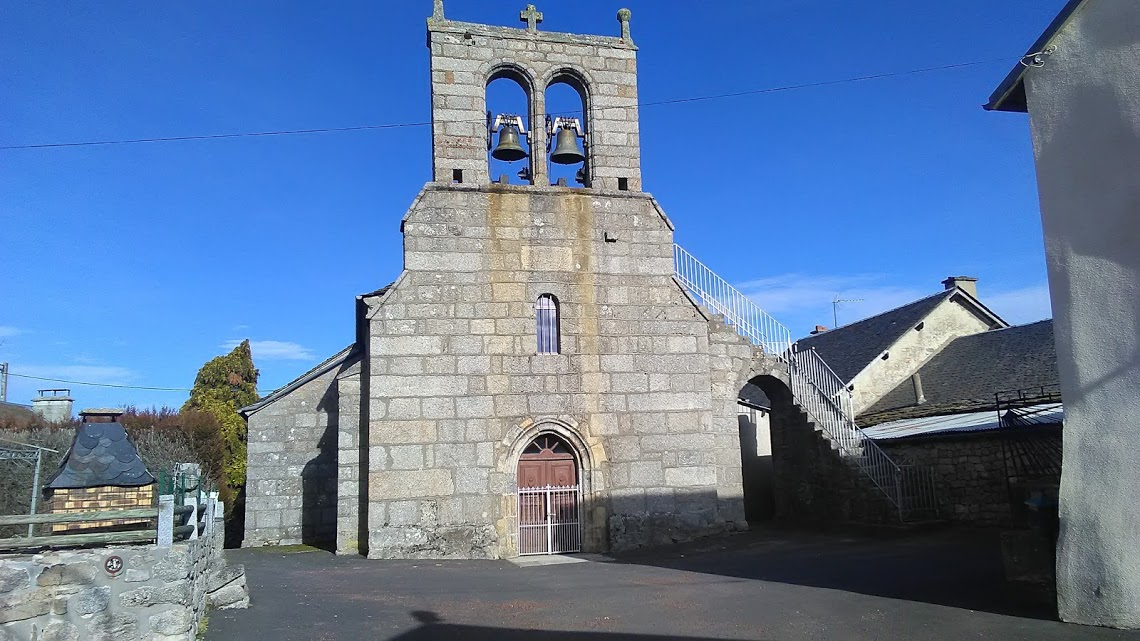
Kirche von Le Bacon